# Macrophomat-Synthase
Macrophomat-Synthase ist eines der wenigen natürlichen Enzyme, von denen angenommen wird, dass sie eine perizyklische Reaktion katalysieren können. Im Falle von Macrophomat-Synthase handelt es sich genauer um eine Diels-Alder-Reaktion.

Macrophomat

Das Enzym ist bisher nur von dem Pilz Macrophoma commelinae bekannt und auch nach diesem benannt. Es besteht aus 339 Aminosäuren und ist nur aktiv in Gegenwart von Magnesium(II)-Ionen.
Das Enzym katalysiert eine Reaktion zwischen Oxalacetat und einem substituierten 2-Pyron, aus denen nach zweimaliger Abspaltung von Kohlendioxid das so genannte Macrophomat entsteht. Es handelt sich dabei um ein mehrfach substituiertes Benzoesäure-Derivat.

## Wirkmechanismus
Der Mechanismus der katalytischen Reaktion ist umstritten. Grundsätzlich kommen zwei Mechanismen in Frage: Eine Diels-Alder-Reaktion oder eine Reaktionskaskade aus Michael-Reaktion und Aldol-Reaktion.
Beide Mechanismen starten mit der Decarboxylierung des Oxalacetats, welches an ein Magnesium(II)-Ion koordiniert ist. Das so gebildete Enolat kann nun entweder als Dienophil in einer Diels-Alder-Reaktion fungieren oder ein Michael-Addition mit dem 2-Pyron durchführen. Eine anschließende Aldol-Reaktion bildet ein bicyclisches System. Das Produkt der Diels-Alder-Reaktion und der Michael-Aldol-Reaktion sind gleich. Quantenchemische Berechnungen aus dem Jahr 2005 legen nah, dass der Michael-Aldol-Weg günstiger ist und deshalb durchlaufen werden sollte.
Nach einer Decarboxylierung und anschließender Eliminierung von Wasser wird das Macrophomat erhalten.
In Abwesenheit des 2-Pyrons fungiert Macrophat-Synthase als Decarboxylase mit hoher katalytischer Aktivität. Sie kann auch Aldol-Reaktion katalysieren.